# Suco (futbolista)
Andrés Parada Alvite (Santa Uxía de Ribeira, La Coruña, España, 27 de septiembre de 1938), conocido como Suco, es un exfutbolista español que se desempeñaba como delantero. Es el hermano del también futbolista José Manuel Parada Alvite.

## Clubes
| Club                          | País   | Año       |
| ----------------------------- | ------ | --------- |
| Racing Club de Ferrol         | España | 1956-1959 |
| F. C. Barcelona               | España | 1959-1961 |
| Real Racing Club de Santander | España | 1961-1963 |
| Valencia C. F.                | España | 1963-1966 |
| R. C. Deportivo de La Coruña  | España | 1966-1967 |